# Thomas Foley (Skirennläufer)
Thomas „Thos“ Foley (* 9. November 1979 in Kenmare, County Kerry) ist ein ehemaliger irischer Skirennläufer. 

## Karriere
Foley gab sein internationales Renndebüt am 12. Januar 1999 bei den britischen Meisterschaften, welche im französischen Tignes ausgetragen wurden. Sein erstes internationales Großereignis bestritt er im Jahr 2001 bei den Weltmeisterschaften in St. Anton am Arlberg, wobei im Riesenslalom den 41. Platz belegte.
In den darauffolgenden Jahren startete Foley, abgesehen von Weltmeisterschaften, hauptsächlich bei FIS-Rennen und nationalen Meisterschaften in Europa.
2006 wurde Foley für die Olympischen Winterspiele in Turin nominiert, wobei er mit Rang 31 im Riesenslalom sein bestes Ergebnis bei einem internationalen Großereignis erzielte.
Sein letztes internationales Rennen bestritt Foley am 20. Januar 2010 in Champéry, danach ist er als Rennläufer nicht mehr in Erscheinung getreten.

## Privates
Foley lebte und trainiert im schweizerischen Verbier.

## Erfolge

### Olympische Winterspiele
- Turin 2006: 31. Riesenslalom

### Weltmeisterschaften
- St. Anton 2001: 41. Riesenslalom
- St. Moritz 2003: 51. Riesenslalom
- Bormio 2005: 53. Riesenslalom
- Åre 2007: 35. Riesenslalom, DNQ Slalom

### Australian New Zealand Cup
- 4 Platzierungen unter den besten 15

### Weitere Erfolge
- Ein Podestplatz bei einem FIS-Rennen